# حمیده احمدزی
حمیده احمدزی (زاده ۱۳۶۱ ولایت کابل) سیاستمدار افغانستان و نماینده مردم کوچی در دوره شانزدهم مجلس نمایندگان است. وی در مجلس شانزدهم نمایندگان افغانستان عضو کمیسیون کوچی‌ها، قبایل، امور مهاجرین و بیجاشدگان می‌باشد.

## زندگی‌نامه
حمیده احمدزی زاده ۱۳۶۱ از ولایت (استان) کابل می‌باشد اما در اصل از ولسوالی پل علم ولایت لوگر می‌باشد. ایشان تحصیلات متوسطه خود را در لیسه/دبیرستان ناهید شهید در سال ۱۳۸۴ به پایان برد و سند کارشناسی (لیسانس) حقوق و علوم سیاسی خود را از دانشگاه خصوصی طلوع آفتاب بدست آورد. او مجرد است. به خواندن و کارهای خانه علاقه مند است. او عضو از حزب مستقل است. زبان اول او پشتو است و او به زبان های دری ، انگلیسی و اردو نیز صحبت می کند.
وی در انتخابات سال ۲۰۱۰ به عنوان عضو  ولسی جرگه مجلس نمایندگان ملی افغانستان به نمایندگی از مردم کوچی انتخاب شد.   خانم حمیده احمدزی در انتخابات سال ۲۰۱۸ برای دومین بار به عنوان عضو خانه مردم یا ولسی جرگه به نمایندگی از مردم کوچی با کسب  ۱۹۴۰رای انتخاب شد.
احمدزی در سال 2002 در اورژانس لویه جرگه به نمایندگی از استان لوگر شرکت کرد. وی نماینده مردم لوگر در شورای عالی صلح بود.
احمدزی تجربه همکاری با سازمان های غیر دولتی ، سازمان های پزشکی و سازمان های دولتی را دارد. وی در طی روند مشروطیت لویه جرگه در سال ۲۰۰۳  دفتر منطقه کابل را اداره کرد. احمدزی همچنین به عنوان حسابرس در اداره آموزش و پرورش استان لوگر فعالیت داشته است. وی در استان لوگر مدارس ایجاد کرد و به عنوان مدیر یکی از این مدارس خدمت می کرد. احمدزی از ۲۰۰۴ تا ۲۰۰۲ با کمیسیون مستقل انتخابات یک مدیر سطح ملی بود. احمدزی همچنین در زمینه حقوق بشر و زن با سازمان های غیر دولتی همکاری داشته است.
- اختلاف نظرها:

نماینده مجلس نفیظه زکی از طرفداران فهیم و نماینده حمیده احمدزی که از طرفداران کرزی ، هر دو عضو پارلمان افغانستان بودند ، در 5 ژوئیه 2011 پس از بحث و گفتگو در ولسی جرگه ، وارد یک درگیری فیزیکی شدند. نفیظه زکی عضو زن مجلس نمایندگان ، در یازدهم ژوئیه 2011 از همکار خود عذرخواهی کرد ، اما خانم احمدزی آن را نپذیرفت.

## دیگر فعالیت‌ها
دیگر فعالیت‌های ایشان:
- عضو لویه جرگه اضطراری و مشورتی.
- کار در بخش تعلیم و تربیت صحی.
- عضو تفتیش معارف ولایت لوگر.
- معاون امور زنان ولایت لوگر.
- مسئول زون کابل در تصویب قانون اساسی.
- آمر عمومی ۳۴ ولایت در کمیسیون انتخابات.